# KF1

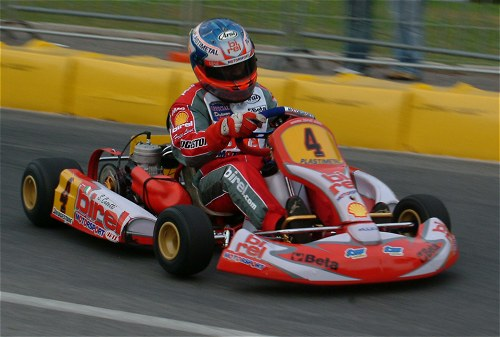
Sauro Cesetti, pilote en catégorie Formule A pour le team Italien Birel.

La KF1 est la catégorie qui est au plus haut niveau du karting. Elle est ouverte aux meilleurs pilotes âgés de 15 ans et plus.
Cette catégorie s'appelait auparavant « Formule A » et a changé depuis janvier 2007 lorsque la CIK-FIA a décidé de remplacer les moteurs deux-temps refroidis par eau de 100 cm3 par des moteurs deux temps à refroidissement par eau « Touch-and-Go » (TaG) de 125 cm3 (Type KF). Les moteurs produisent 40 ch (30 kW). Les karts de classe KF1 utilisent des freins avant à commande manuelle activés par un levier situé sous le volant. Le châssis et les moteurs doivent être approuvés par la CIK-FIA. Le poids minimum est de 160 kg (350 lb) avec pilote.
Les karts KF1 sont équipés d'un démarreur électrique et d'un embrayage. Le régime moteur est limité à 16 000 tr/min. La vitesse maximale est d'environ 140 km/h, selon les circuits.
En tant que « Formule 1 du karting », la catégorie KF1 a des coûts élevés (les pilotes dépensent généralement plus de 100 000 euros par an pour concourir). Il est nécessaire pour chaque pilote de financer une grande partie de la pratique de ce sport, de la formation et des essais, les coûts d'équipe, les châssis et les moteurs, les pneus et les pièces, ainsi que beaucoup de déplacements. La plupart des équipes de cette catégorie sont des équipes d'usine ou sont financées par des fabricants de châssis ou de moteurs.
Les pilotes commencent à participer généralement à des compétitions nationales, puis se lancent dans des courses internationales dans les catégories KF3 ou KF2 où ils doivent terminer dans le « top 34 » pour se qualifier pour concourir en KF1. Une fois en KF1, les pilotes restent soit quelques années pour améliorer leurs compétences avant de passer à la course automobile, soit deviennent des coureurs de kart professionnels et courent en KF1 jusqu'à leur retraite. De nombreux pilotes automobile à succès et tous les pilotes de Formule 1 actuels ont commencé leur carrière en karting.
Il y a un championnat d'Europe KF1, une Coupe du monde, et un championnat du Monde qui est l'événement principal en karting.

## Champions
| Année | Pilote                | Chassis       | Moteur  | Pneus       |
| ----- | --------------------- | ------------- | ------- | ----------- |
| 2000  | Lewis Hamilton        | CRG           | Parilla | Bridgestone |
| 2001  | Carlo van Dam         | Gillard       | Parilla | Bridgestone |
| 2002  | David Hemkemeyer      | Mach 1        | KZH     | Bridgestone |
| 2003  | Bas Lammers           | Swiss Hutless | Vortex  | Bridgestone |
| 2004  | Nick de Bruijn        | Gillard       | Parilla | Bridgestone |
| 2005  | Marco Ardigò          | Tony Kart     | Vortex  | Bridgestone |
| 2006  | Marco Ardigò          | Tony Kart     | Vortex  | Bridgestone |
| 2007  | Marco Ardigò          | Tony Kart     | Vortex  | Bridgestone |
| 2008  | Marco Ardigò          | Tony Kart     | Vortex  | Bridgestone |
| 2009  | Aaro Vainio           | Maranello     | Maxter  | Bridgestone |
| 2010  |                       |               |         |             |
| 2011  | Alexander Albon       | Intrepid      | TM      | Bridgestone |
| 2012  | Ben Barnicoat         | ART GP        | Parilla | Vega        |
| 2013  | Max Verstappen        | CRG           | TM      | Vega        |
| 2014  | Callum Ilott          | Zanardi       | Parilla | Bridgestone |
| 2015  | Ben Hanley            | Mad-Croc      | TM      | Vega        |
| 2016  | Pedro Hiltbrand       | CRG           | Parilla | Vega        |
| 2017  | Sami Taoufik          | FA Kart       | Vortex  | LeCont      |
| 2018  | Hannes Janker         | Kart Republic | Parilla | Bridgestone |
| 2019  | Lorenzo Travisanutto  | Kart Republic | Parilla | LeCont      |
| 2020  | Andrea Kimi Antonelli | Kart Republic | IAME    | LeCont      |
| 2021  | Andrea Kimi Antonelli | Kart Republic | IAME    | MG          |
| 2022  | Kean Nakamura-Berta   | Kart Republic | IAME    | MG          |

| Année | Pilote               | Chassis       | Moteur  | Pneus       |
| ----- | -------------------- | ------------- | ------- | ----------- |
| 2003  | Wade Cunningham      | CRG           | Maxter  | Bridgestone |
| 2004  | Davide Forè          | Tony Kart     | Vortex  | Bridgestone |
| 2005  | Oliver Oakes         | Gillard       | Parilla | Bridgestone |
| 2006  | Davide Forè          | Tony Kart     | Vortex  | Bridgestone |
| 2007  | Marco Ardigò         | Tony Kart     | Vortex  | Bridgestone |
| 2008  | Marco Ardigò         | Tony Kart     | Vortex  | Bridgestone |
| 2009  | Arnaud Kozlinski     | CRG           | Maxter  | Bridgestone |
| 2010  | Nyck de Vries        | Zanardi       |         |             |
| 2011  | Nyck de Vries        | Zanardi       |         |             |
| 2012  | Flavio Camponeschi   | Tony Kart     | Vortex  |             |
| 2013  | Tom Joyner           | Zanardi       | Parilla |             |
| 2014  | Lando Norris         | FA Kart       | Vortex  | Bridgestone |
| 2015  | Karol Basz           | Kosmic        | Vortex  |             |
| 2016  | Pedro Hiltbrand      | CRG           | Parilla |             |
| 2017  | Danny Keirle         | Zanardi       | Parilla | LeCont      |
| 2018  | Lorenzo Travisanutto | Kart Republic | Parilla | Bridgestone |
| 2019  | Lorenzo Travisanutto | Kart Republic | Parilla | LeCont      |
| 2020  | Callum Bradshaw      | Tony Kart     | Vortex  | LeCont      |
| 2021  | Tuukka Taponen       | Tony Kart     | Vortex  | MG          |
| 2022  | Matheus Morgatto     | Kart Republic | IAME    | MG          |

## Catégories de courses de karting
- KF2, antichambre de la série KF1
- KF3, la série pour débuter avant d’accéder aux séries KF2 et KF1
- KZ1, la catégorie de karting KZ la plus rapide
- KZ2, la deuxième catégorie de karting KZ la plus rapide
- Superkart